# Средиземноморски калкан
Средиземноморските калкани (Scophthalmus rhombus) са вид актиноптери от семейство Калканови (Scophthalmidae).
Те са незастрашен вид.
Таксонът е описан за пръв път от Карл Линей през 1758 година.